# 茨城県道222号古宿麻生線
茨城県道222号古宿麻生線（いばらきけんどう222ごう ふるじゅくあそうせん）は、茨城県行方市内の一般県道である。

## 概要
茨城県行方市麻生の古宿地区から同市麻生の国道355号に接続する延長約0.3キロメートル (km) の一般県道である。道幅は全区間1.5車線程と決して広くはなく、古宿地区の生活道路となってる。本路線は現地において県道であることを示す案内標識が建てられておらず目立たないので、意識して注意しないと見落としがちである。

### 路線データ
- 起点：茨城県行方市麻生
- 終点：茨城県行方市麻生（国道355号交点）
- 総延長：0.284 km[1]
- 重用延長：なし[1]
- 未供用延長：なし[1]
- 実延長：0.284 km[1]
- 自動車交通不能区間延長[注釈 1]：0.025 km[1]

## 歴史
1959年（昭和34年）10月14日、新たな県道として行方郡麻生町字古宿を起点とし、行方郡麻生町麻生を終点とする区間を本路線とする県道古宿麻生線として茨城県が県道路線認定した。
1995年（平成7年）に整理番号222となり現在に至る。

### 年表
- 1930年（昭和5年）2月11日：現在の路線の前身である麻生河津線が路線認定される。[2]
- 1959年（昭和34年）10月14日
現在の路線が路線認定される（図面対象番号305）[3]。道路の区域は、行方郡麻生町古宿から行方郡麻生町大字麻生の主要地方道石岡潮来線（現在は国道355号に昇格）交点までと決定された[4]。
- 1995年（平成7年）3月30日：整理番号が整理番号357から現在の番号（整理番号222）に変更される[5]。

## 地理

### 通過する自治体
- 行方市

### 交差する道路
なし

### 周辺
- 城下川
- 霞ヶ浦